# Lola Índigo

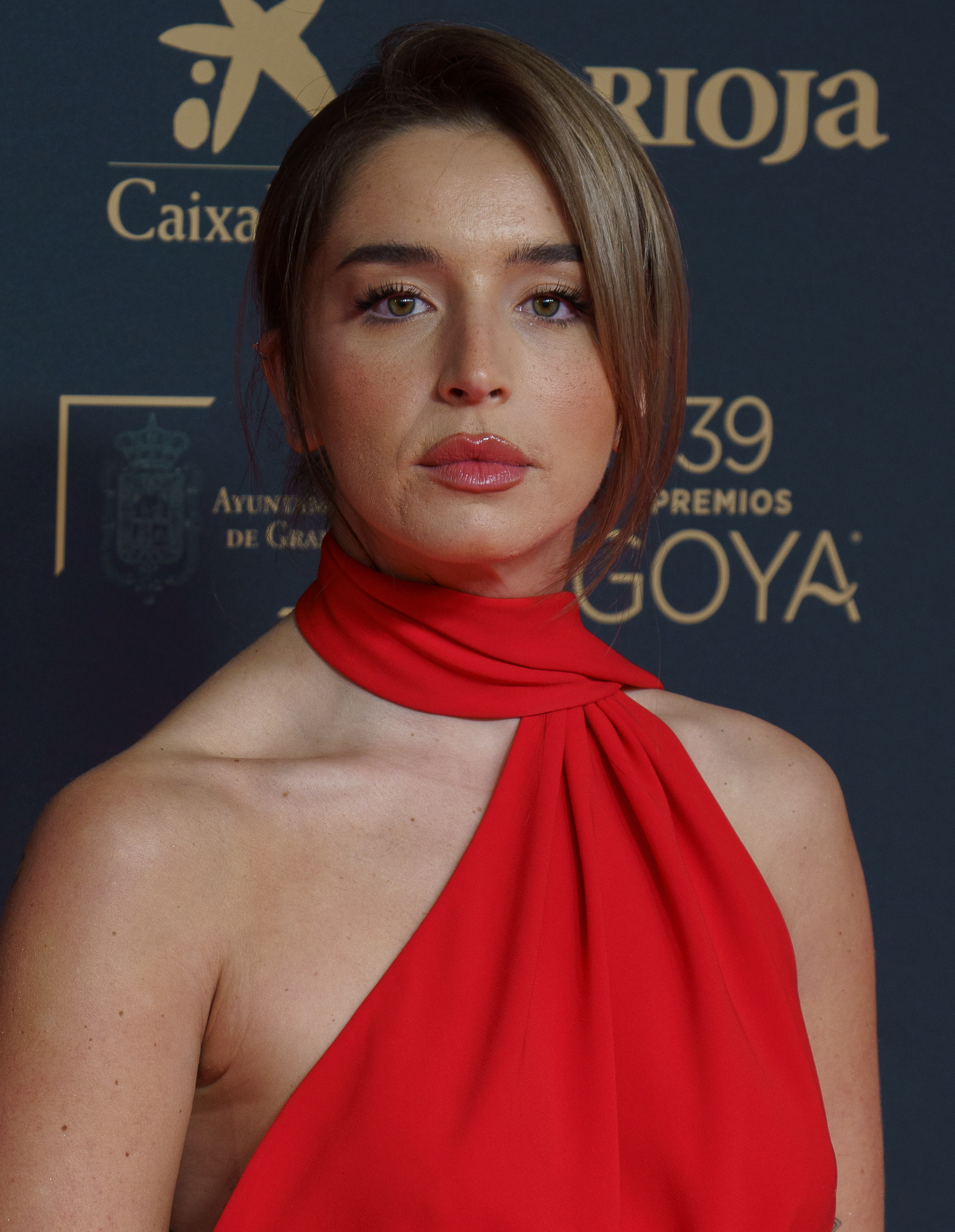
Lola Índigo (2025)

Miriam Doblas Muñoz (* 1. April 1992 in Madrid), besser bekannt als Lola Índigo, ist eine spanische Sängerin und Tänzerin. Mit ihrer ersten Single Ya no quiero ná wurde sie im April 2023 mit Dreifach-Platin ausgezeichnet.

## Leben

### Kindheit und Jugend
Miriam Doblas wurde im Frühjahr 1992 in Madrid geboren, ist aber in der Stadt Huétor Tájar in Granada aufgewachsen.
Sie begann ihre künstlerische Laufbahn in jungen Jahren und machte sich als Tänzerin und Choreografin einen Namen. Sie war Tanzlehrerin und wirkte in einigen Musicals mit. Als Tänzerin arbeitete sie in China und Los Angeles mit bekannten Künstlern wie Chris Brown, Miguel Bosé, Sweet California, Enrique Iglesias, Marta Sánchez und The Baseballs.

### Erste Schritte
Im Jahr 2010 nahm sie an der Talentshow Fama Revolution auf Cuatro teil. Dort wurde sie lediglich 16. und musste die Sendung nach drei Wochen verlassen. Anschließend spielte sie kleinere Konzerte in Barcelona und Madrid und trat auch als DJ auf. 2018 trat sie beim Musikwettbewerb Premios Forqué in Saragossa an. Im Anschluss bot ihr Universal Music Spain einen Vertrag an, um mit drei weiteren Teilnehmern eine Band namens Delta zu gründen. Sie lehnte jedoch ab, nachdem bei mehreren Proben keine Songs zustande kamen. Jedoch ermöglichte der Wettbewerb eine größere Tournee durch die spanischen Stadien.
Ab dem 23. Oktober 2017 nahm sie zusammen mit den anderen 15 Teilnehmern an der 9. Ausgabe der spanischen Talentshow Operación Triunfo 2017 teil. Sie wurde bereits bei der ersten Aufführung am 30. Oktober gemeinsam mit Ricky Merino nominiert und wurde nach der zweiten Aufführung am 6. November 2017 per Zuschauer-Voting aus der Show gewählt.
Im September 2018 nahm sie an der Fernseh-Spielshow Tu cara me suena teil, bei der Prominente nachgeäfft werden sollten. Dort wurde sie Vierte. Im Dezember sang sie zusammen mit Aitana, Ana Guerra, Raoul Vázquez und Agoney den Coca-Cola-Weihnachts-Werbesong El mundo entero.

### 2018–2019: Durchbruch mit Akelarre
Juni 2018 änderte sie ihren Bühnennamen in Lola Índigo. Der Name war zunächst für eine Supergroup bestehend aus Doblas und vier Tänzerinnen gedacht, doch schließlich konnte sie die Plattenfirma überzeugen, als Solokünstlerin aufzutreten. Am 20. Juli 2018 erschien ihre Debüt-Single Ya No Quiero Ná, die direkt ein Hit wurde. Das Lied mit seinem feministischen Text erreichte Platz 3 der Promusicae-Charts und wurde 2020 mit Dreifach-Platin ausgezeichnet. Es folgte ihre erste Solotour.
2018 arbeitete sie außerdem an ihrem Debütalbum Akelarre. Ihre zweite Single Mujer Bruja erschien mit dem Featuring La Mala Rodríguez und erreichte Platz 6 der spanischen Charts. Es wurde später mit Doppelplatin ausgezeichnet. Anfang 2009 trat sie auf Movistar+ in der Tanz-Show Fama a Bailar auf. Sie sang dort den Titelsong Fuerte und trat als Trainerin auf. Weitere Singles wurden Maldición mit dem kolumbianischen Rapper Lalo Ebratt und Luna. Außerdem schrieb und sang sie den Titelsong El humo für den Film Lo dejo cuando quiera. Am 17. Mai 2019 erschien ihr Debütalbum schließlich und erreichte Platz 1 der spanischen Charts.
Im Juni 2019 erschien die Single Me quedo mit Aitana. Zusammen mit ihrem damaligen Freund Don Patricio veröffentlichte sie außerdem Lola Bunny. 2019 wurde sie bei den MTV Europe Music Awards als beste spanische Künstlerin ausgezeichnet.

### 2020–2021: Zweites Studioalbum
Am 27. März 2020 erschien mit 4 besos die erste Auskopplung aus ihrem zweiten Album La niña. Der Song enthielt ein Featuring mit Rauw Alejandro und erneut mit Lalo Ebratt. Das Album selbst erschien am 2. Juli 2021 und wurde erneut ein Nummer-eins-Hit. Mitte des Jahres kollaborierte sie mit María Becerra auf dem Song High (Remix), der ihr eine Premios-Gardel-Nominierung einbrachte.

### Seit 2022
Nach den Veröffentlichungen der Singles: Las solteras, am 17. Februar 2022, und Toy Story, am 8. April 2022, veröffentlichte sie am 3. Juni 2022 mit An1mal die erste Single aus ihrem folgenden Album El dragón. Nach der Veröffentlichung der zweiten Single Discoteka, eine Zusammenarbeit mit María Becerra, kündigte sie zwei Konzerte zur Präsentation ihres neuen Albums für den 6. Mai 2023 im Wizink Center in Madrid und für den Palau Sant Jordi in Barcelona am 13. Mai 2023 an. Das Album erschien am 14. April und erreichte wie ihre beiden Vorgänger Platz 1 der spanischen Charts.
Am 6. Januar 2023 veröffentlichte sie die dritte Single aus dem Album mit dem Titel Corazones rotos, eine Zusammenarbeit mit Luis Fonsi. El tonto mit dem Sänger Quevedo wurde schließlich ihr erster Nummer-eins-Hit in den spanischen Singlecharts.

## Diskografie

### Studioalben
| Jahr | Titel                             | Höchstplatzierung, Gesamtwochen, AuszeichnungChartsChartplatzierungen (Jahr, Titel, Platzierungen, Wochen, Auszeichnungen, Anmerkungen) | Anmerkungen                             |
| Jahr | Titel                             | ES | Anmerkungen                             |
| ---- | --------------------------------- | --- | --------------------------------------- |
| 2019 | Akelarre Universal Music Spain    | ES1 Gold · (40 Wo.)ES | Erstveröffentlichung: 17. Mai 2019      |
| 2021 | La niña Universal Music Spain     | ES1 Gold · (43 Wo.)ES | Erstveröffentlichung: 2. Juli 2021      |
| 2023 | El dragón Universal Music Spain   | ES1 Gold · (77 Wo.)ES | Erstveröffentlichung: 14. April 2023    |
| 2023 | GRX Universal Music Spain         | ES2 Gold · (57 Wo.)ES | Erstveröffentlichung: 14. Dezember 2023 |
| 2025 | Nave dragón Universal Music Spain | ES2 Gold · (… Wo.)ES | Erstveröffentlichung: 27. März 2025     |

### Kompilationen
- 2023: Perreo Indigo

### Singles als Leadmusikerin
| Jahr | Titel Album                          | Höchstplatzierung, Gesamtwochen, AuszeichnungChartsChartplatzierungen (Jahr, Titel, Album, Platzierungen, Wochen, Auszeichnungen, Anmerkungen) | Anmerkungen                                                                |
| Jahr | Titel Album                          | ES | Anmerkungen                                                                |
| --- | ------------------------------------ | --- | -------------------------------------------------------------------------- |
| 2018 | Ya no quiero ná Akelarre             | ES3 ×3Dreifachplatin · (39 Wo.)ES | Erstveröffentlichung: 19. Juli 2018                                        |
| 2018 | Mujer bruja Akelarre                 | ES6 ×2Doppelplatin · (28 Wo.)ES | Erstveröffentlichung: 20. Dezember 2018 mit La Mala Rodríguez              |
| 2019 | Fuerte Akelarre                      | ES48 (3 Wo.)ES | Erstveröffentlichung: 25. Januar 2019                                      |
| 2019 | El humo Akelarre                     | ES58 (2 Wo.)ES | Erstveröffentlichung: 8. April 2019                                        |
| 2019 | Maldición Akelarre                   | ES21 Platin · (12 Wo.)ES | Erstveröffentlichung: 26. April 2019 mit Lalo Ebratt als Lola & Lalo       |
| 2019 | Lola Bunny La Niña                   | ES4 ×2Doppelplatin · (23 Wo.)ES | Erstveröffentlichung: 30. Juli 2019 mit Don Patricio                       |
| 2019 | Luna Akelarre (Edición Especial)     | ES64 (1 Wo.)ES | Erstveröffentlichung: 5. Dezember 2019                                     |
| 2020 | 4 besos La niña                      | ES7 ×2Doppelplatin · (30 Wo.)ES | Erstveröffentlichung: 27. März 2020 feat. Rauw Alejandro und Lalo Ebratt   |
| 2020 | Mala cara La niña                    | ES97 (1 Wo.)ES | Erstveröffentlichung: 9. Juni 2020                                         |
| 2020 | Trendy –                             | ES9 Platin · (14 Wo.)ES | Erstveröffentlichung: 24. Juli 2020 mit Rvfv                               |
| 2020 | Santería Akelarre (edición especial) | ES15 Platin · (19 Wo.)ES | Erstveröffentlichung: 28. August 2020 mit Danna Paola und Denise Rosenthal |
| 2020 | Cómo te va? La niña                  | ES17 Gold · (12 Wo.)ES | Erstveröffentlichung: 29. Oktober 2020 mit Beret                           |
| 2021 | Calle La niña                        | ES72 (1 Wo.)ES | Erstveröffentlichung: 1. April 2021 mit Guaynaa und Cauty                  |
| 2021 | Culo La niña                         | ES95 (1 Wo.)ES | Erstveröffentlichung: 17. Juni 2021 mit Khea                               |
| 2021 | La niña de la escuela La niña        | ES9 ×5Fünffachplatin · (50 Wo.)ES | Erstveröffentlichung: 2. Juli 2021 mit Tini & Belinda                      |
| 2021 | Romeo y Julieta –                    | ES71 Gold · (7 Wo.)ES | Erstveröffentlichung: 23. September 2021 mit Rvfv                          |
| 2022 | Las solteras El dragón               | ES83 (1 Wo.)ES | Erstveröffentlichung: 16. Februar 2022                                     |
| 2022 | Toy Story La niña XXL                | ES75 Platin · (13 Wo.)ES | Erstveröffentlichung: 7. April 2022                                        |
| 2022 | An1mal El dragón                     | ES74 Gold · (1 Wo.)ES | Erstveröffentlichung: 2. Juni 2022                                         |
| 2022 | Discoteka El dragón                  | ES43 Platin · (4 Wo.)ES | Erstveröffentlichung: 25. August 2022 mit María Becerra                    |
| 2023 | Corazones rotos El dragón            | ES41 Platin · (18 Wo.)ES | Erstveröffentlichung: 5. Januar 2023 feat. Luis Fonsi                      |
| 2023 | La santa El fragón                   | ES32 Gold · (9 Wo.)ES | Erstveröffentlichung: 16. März 2023                                        |
| 2023 | El tonto El dragón                   | ES1 ×7Siebenfachplatin · (76 Wo.)ES | Erstveröffentlichung: 13. April 2023 feat. Quevedo                         |
| 2023 | Mala suerte GRX                      | ES30 (3 Wo.)ES | Erstveröffentlichung: 31. August 2023 mit Dellafuente                      |
| 2023 | De plastilina GRX                    | ES51 Gold · (1 Wo.)ES | Erstveröffentlichung: 19. Oktober 2023 mit Pepe y Vizio                    |
| 2023 | Casanova (Remix) –                   | ES2 ×3Dreifachplatin · (39 Wo.)ES | Erstveröffentlichung: 7. Dezember 2023 mit Soolking & Rvfv                 |
| 2024 | 1000cosas Nave dragón                | ES2 ×4Vierfachplatin · (48 Wo.)ES | Erstveröffentlichung: 7. März 2024 feat. Manuel Turizo                     |
| 2024 | La reina Nave dragón                 | ES4 ×5Fünffachplatin · (… Wo.)ES | Erstveröffentlichung: 13. Juni 2024                                        |
| 2024 | Kombolewa (Remix) –                  | ES56 (4 Wo.)ES | Erstveröffentlichung: 25. Juli 2024 mit Suzete                             |
| 2024 | Pesadillas Nave dragón               | ES56 (1 Wo.)ES | Erstveröffentlichung: 12. September 2024                                   |
| 2024 | Perreito pa Llorar Nave dragón       | ES19 Gold · (8 Wo.)ES | Erstveröffentlichung: 28. November 2024 feat. Paulo Londra                 |
| 2025 | Verde –                              | ES87 (1 Wo.)ES | Erstveröffentlichung: 9. Februar 2025                                      |
| 2025 | Moja1ta Nave dragón                  | ES18 (… Wo.)ES | Erstveröffentlichung: 12. Juni 2025                                        |
| Folgende Lieder erschienen nicht als Single, wurden aber durch das Album zum Download und Streaming bereitgestellt und konnten somit eine Platzierung erlangen: |                                      | |                                                                            |
| |                                      | |                                                                            |
| 2019 | Subliminal Akelarre                  | ES75 (1 Wo.)ES | mit Maikel Delacalle                                                       |
| 2023 | Yo Tengo un Novio GRX                | ES17 Gold · (3 Wo.)ES | mit La Zowi                                                                |
| 2023 | El condenao GRX                      | ES28 Platin · (6 Wo.)ES | mit Maka                                                                   |
| 2024 | Una bachata GRX                      | ES9 ×2Doppelplatin · (27 Wo.)ES | feat. Saiko                                                                |
| 2025 | Sin autotune Nave dragón             | ES20 Gold · (11 Wo.)ES |                                                                            |
| 2025 | Q somos? Nave dragón                 | ES77 (1 Wo.)ES | feat. Kidd Voodoo                                                          |

### Singles als Gastmusikerin
| Jahr | Titel Album                                  | Höchstplatzierung, Gesamtwochen, AuszeichnungChartsChartplatzierungen (Jahr, Titel, Album, Platzierungen, Wochen, Auszeichnungen, Anmerkungen) | Anmerkungen                                                                          |
| Jahr | Titel Album                                  | ES | Anmerkungen                                                                          |
| --- | -------------------------------------------- | --- | ------------------------------------------------------------------------------------ |
| 2019 | Me quedo Spoiler                             | ES6 ×2Doppelplatin · (34 Wo.)ES | Erstveröffentlichung: 28. Juni 2019 Aitana feat. Lola Índigo                         |
| 2019 | Autoestima (Remix) –                         | ES61 (5 Wo.)ES | Erstveröffentlichung: 8. August 2019 Cupido feat. Lola Índigo & Alizz                |
| 2020 | La tirita Superpop                           | ES32 Platin · (16 Wo.)ES | Erstveröffentlichung: 27. November 2020 Belén Aguilera feat. Lola Índigo             |
| 2023 | Tiki tiki Gorgona                            | ES100 Gold · (1 Wo.)ES | Erstveröffentlichung: 2. Februar 2023 Ptazeta feat. Lola Índigo                      |
| 2023 | M.A (Remix) –                                | ES89 Gold · (1 Wo.)ES | Erstveröffentlichung: 5. April 2023 BM feat. Callejero Fino, La Joaqui & Lola Índigo |
| 2024 | El pantalon (Rumbas) Lagrimas de un maleante | ES3 Platin · (17 Wo.)ES | Erstveröffentlichung: 29. Mai 2024 Omar Montes feat. Lola Índigo & Las Chuches       |
| Folgende Lieder erschienen nicht als Single, wurden aber durch das Album zum Download und Streaming bereitgestellt und konnten somit eine Platzierung erlangen: |                                              | |                                                                                      |
| |                                              | |                                                                                      |
| 2024 | Como estás bebe El tiburón                   | ES89 (1 Wo.)ES | Rvfv feat. Lola Índigo                                                               |

Weitere Singles
- 2020: Lento (Remix) (mit Boro Boro und Mambolosco)
- 2021: Demente (von Denise Rosenthal) aus dem Album Todas Somos Reinas
- 2021: Spice Girls
- 2022: Tamagotchi
- 2022: Caramello feat. Elettra Lamborghini (von Rocco Hunt) aus dem Album Rivoluzione
- 2022: Antes que salga el sol (mit FMK)

## Auszeichnungen für Musikverkäufe
| Goldene Schallplatte - Argentinien - 2022: für die Single Discoteka Platin-Schallplatte - Argentinien - 2021: für die Single La niña de la escuela | 3× Platin-Schallplatte - Italien - 2023: für die Single Caramello |

Anmerkung: Auszeichnungen in Ländern aus den Charttabellen bzw. Chartboxen sind in ebendiesen zu finden.
| Land/RegionAuszeichnungen für Musikverkäufe (Land/Region, Auszeichnungen, Verkäufe, Quellen) | Gold       | Platin       | Verkäufe  | Quellen             |
| -------------------------------------------------------------------------------------------- | ---------- | ------------ | --------- | ------------------- |
| Argentinien (CAPIF)                                                                          | Gold1      | Platin1      | 30.000    | Einzelnachweise     |
| Italien (FIMI)                                                                               | —          | 3× Platin3   | 300.000   | fimi.it             |
| Spanien (Promusicae)                                                                         | 15× Gold15 | 46× Platin46 | 3.300.000 | elportaldemusica.es |
| Insgesamt                                                                                    | 16× Gold16 | 50× Platin50 |           |                     |

## Auszeichnungen und Nominierungen
| Jahr | Organisation                          | Kategorie                           | nominiert für                             | Resultat  | Ref.   |
| ---- | ------------------------------------- | ----------------------------------- | ----------------------------------------- | --------- | ------ |
| 2019 | Premios Yudeo                         | Best Solo Recording                 | Ya no quiero ná                           | Gewonnen  |        |
| 2019 | LOS40 Music Awards                    | New Artist of the Year              | Lola Índigo                               | Gewonnen  | [ 28 ] |
| 2019 | LOS40 Music Awards                    | Video of the Year                   | Me quedo                                  | Nominiert | [ 28 ] |
| 2019 | MTV Europe Music Awards               | Best Spanish Act                    | Lola Índigo                               | Gewonnen  | [ 29 ] |
| 2019 | Urban Music Awards by Los 40 Colombia | Best New Artist                     | Lola Índigo                               | Nominiert | [ 29 ] |
| 2020 | Premios Odeón                         | Best New Artist                     | Lola Índigo                               | Nominiert | [ 29 ] |
| 2021 | Gardel Awards                         | Best Urban/Trap Song or Album       | High (Remix) (mit María Becerra and Tini) | Nominiert | [ 30 ] |
| 2022 | LOS40 Music Awards                    | Best artist or group                | Lola Índigo                               | Nominiert | [ 31 ] |
| 2022 | LOS40 Music Awards                    | Best live artist or group           | Lola Índigo                               | Gewonnen  | [ 31 ] |
| 2022 | LOS40 Music Awards                    | Best artist or group "From 40 to 1" | Lola Índigo                               | Nominiert | [ 31 ] |